# Buda, Texas
Buda är en ort i Hays County, Texas, USA. Det är en förort till Texas huvudstad Austin.